# Synagoge der Rue des Tournelles

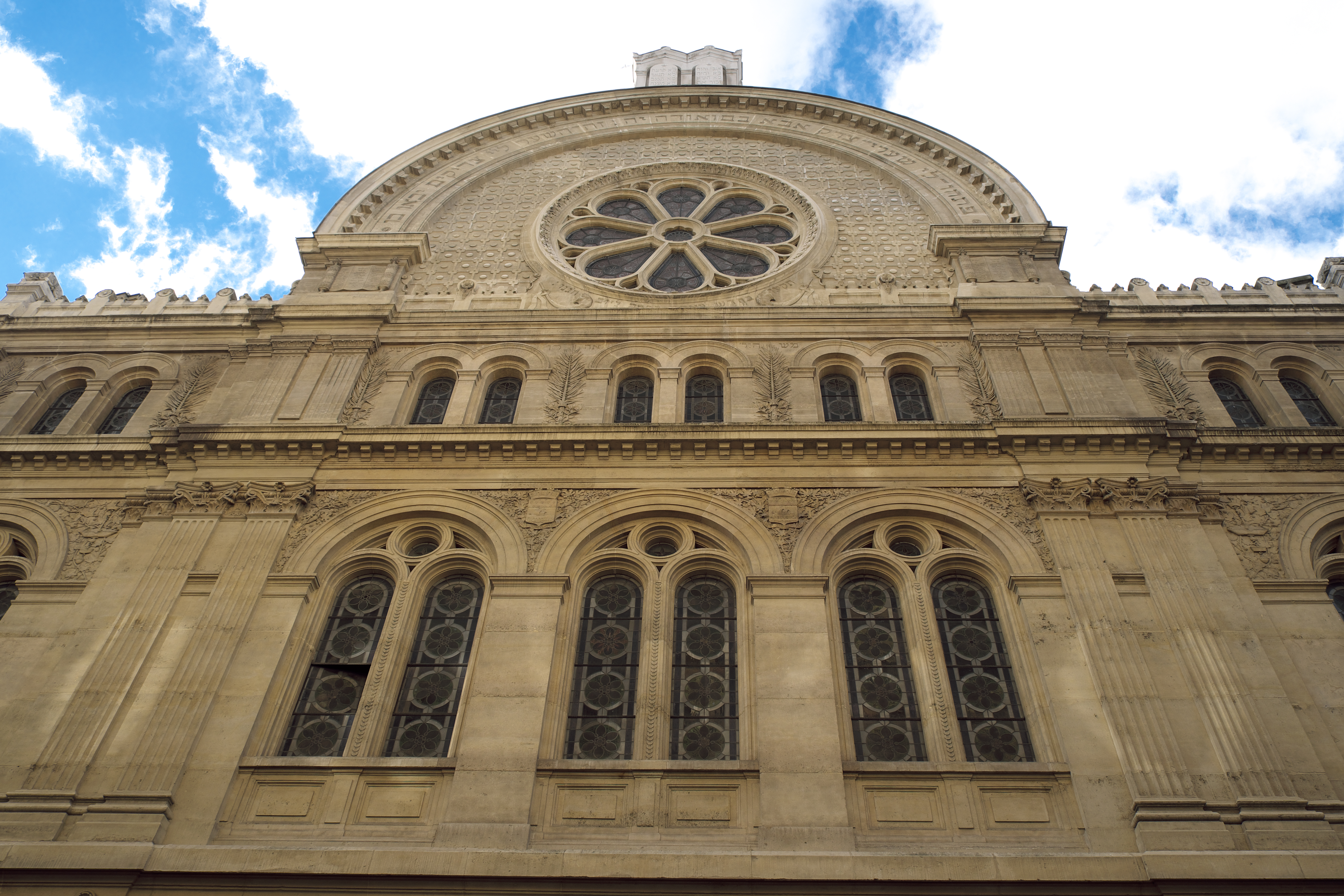
Fassade zur Rue des Tournelles

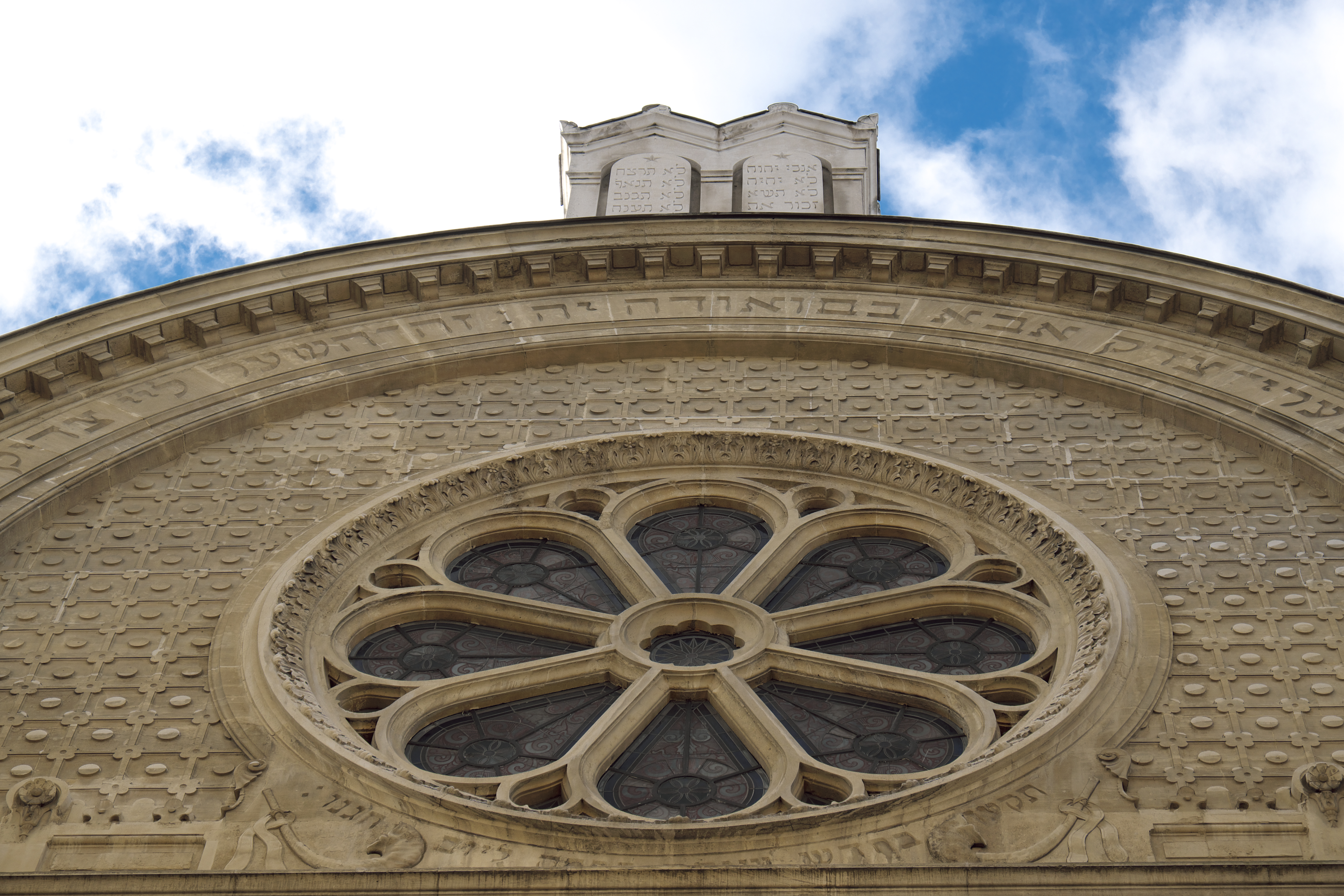
Rosette und Gesetzestafeln

Die Synagoge der Rue des Tournelles ist nach der Synagoge der Rue de la Victoire die zweitgrößte Synagoge von Paris. Sie befindet sich in der Rue des Tournelles Nr. 21 bis und gehört zum Maraisviertel im 4. Arrondissement von Paris. Die nächsten Métrostationen sind Chemin Vert der Linie 8 oder Bastille der Linien 1, 5 und 8. Die Synagoge wurde 1876 eingeweiht und 1987 zum Monument historique (Kulturdenkmal) erklärt.

## Geschichte
Nachdem die jüdische Gemeinde von Paris in der Mitte des 19. Jahrhunderts sehr schnell auf über 15.000 Mitglieder angewachsen war, vereinbarte die Stadt Paris im Jahr 1865 mit dem Konsistorium den Bau von zwei großen Synagogen. Die Stadt Paris verpflichtete sich, die Hälfte der Baukosten für beide Synagogen zu übernehmen und stellte zwei Grundstücke zur Verfügung. Im 9. Arrondissement, das sich seit der Julimonarchie zu einem neuen Geschäftsviertel entwickelt hatte, wurde die Synagoge der Rue de la Victoire gebaut, die größte Synagoge Frankreichs. Mit dem Bau einer Synagoge in der Rue des Tournelles wollte das Konsistorium den vielen kleinen Betsälen des Maraisviertels die Gläubigen entziehen. Im Marais, in dem es bereits im 18. Jahrhundert eine jüdische Gemeinde gab, hatte sich im 19. Jahrhundert ein großer Teil der Einwanderer aus Elsass-Lothringen und Osteuropa, darunter viele Juden, niedergelassen. Da es in diesem dicht besiedelten Viertel kein freies Grundstück gab, wurde die Synagoge an der Stelle des Hôtel de la Rivière errichtet, eines zwischen Place des Vosges und der Rue des Tournelles gelegenen ehemaligen Adelspalastes aus dem 17. Jahrhundert, in dem  zwischen 1791 und 1860 ein Bürgermeisteramt untergebracht war. Da die Fassade zur Place de Vosges nicht verändert werden durfte, musste der Eingang der Synagoge in die enge Rue des Tournelles verlegt werden. 1867 wurde mit den Bauarbeiten begonnen, die wegen der Unterbrechung während des Deutsch-Französischen Krieges von 1870/71 erst 1876 abgeschlossen wurden. Der Entwurf des Architekten Marcellin-Emanuel Varcollier (1829–1895), eines Schülers von Victor Baltard, war inspiriert von Alfred-Philibert Aldrophe (1834–1895), dem Architekten der Synagoge der Rue de la Victoire. Die Synagoge wurde am 30. September 1876 anlässlich des jüdischen Neujahrfestes Rosch ha-Schana am 1. Tischri eingeweiht. Sie wurde zunächst der aschkenasischen Gemeinde übergeben und von jüdischen Einwanderern aus Elsass-Lothringen besucht. Später kamen Einwanderer aus Polen und dem zaristischen Russland hinzu. Nach dem Zweiten Weltkrieg konnte die aschkenasische Gemeinde als Folge des Holocaust keine zehn religionsmündigen Männer mehr aufbringen. Aus diesem Grund wurde die Synagoge 1958 der sefardischen Gemeinde übergeben, die durch die große Zuwanderung nordafrikanischer Juden stark angewachsen war.

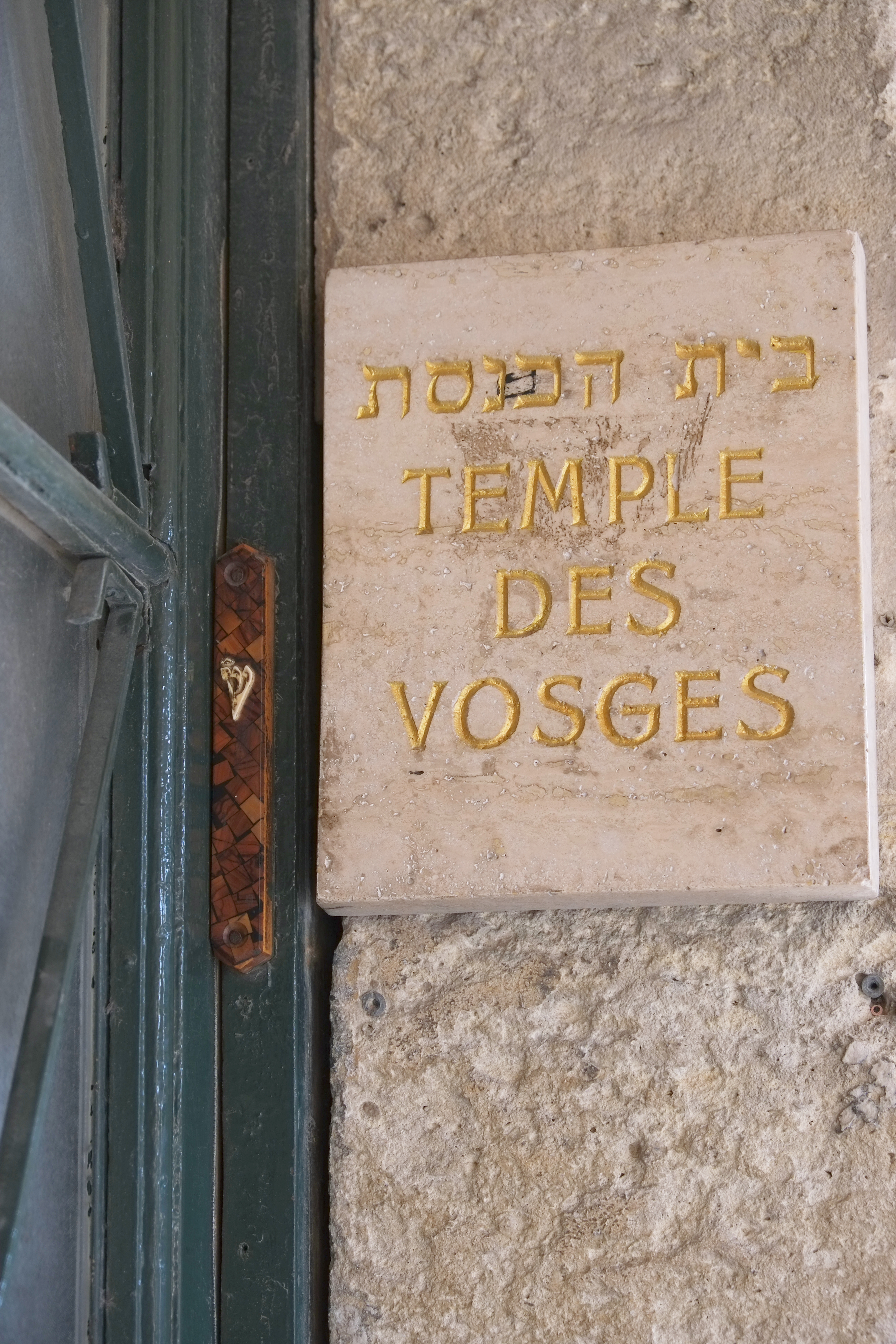
Synagoge der Place des Vosges

Am 14. September 1963 wurde das zur Place de Vosges gerichtete und ehemals als Wohnung des Großrabbiners genutzte Gebäude als Betsaal der aschkenasischen Gemeinde eingeweiht. Ursprünglich als Synagoge der Place des Vosges bezeichnet wurde sie am 16. Juni 2006 nach ihrem Gründer, dem Rabbiner Charles Liché, benannt, einem Überlebenden des Konzentrationslagers Auschwitz.

## Architektur
Die Synagoge der Rue des Tournelles bietet Platz für 1340 Personen, davon 600 Plätze im Erdgeschoss. Sie ist 22 Meter breit und hat eine Länge von 50 Metern.

### Fassade
Die Fassade zur Rue des Tournelles besteht aus Kalksteinquadern. Den Rundgiebel bekrönen die Gesetzestafeln. Er ist von einer Rosette mit acht Speichen durchbrochen und mit einer hebräischen Inschrift der Verse 19 und 20 des Psalms 118 versehen: Öffnet die Tore des Heils, ich will sie durchschreiten und den Herrn ehren; hier ist das Tor des Ewigen, die Gerechten werden es durchschreiten. Unter der Rosette sind Widderhörner und an den Seiten die Torarollen und von Bändern umgebene Palmzweige dargestellt. Darunter befinden sich von kannelierten Pilastern mit korinthischen Kapitellen umgebene Doppelarkaden. In den Zwickeln der zentralen Dreierarkade über dem Portal ist das Wappen der Stadt Paris, der Eigentümerin des Gebäudes, angebracht. Die drei mittleren Arkaden des Erdgeschosses entsprechen dem Hauptschiff und die seitlichen Arkaden den beiden Seitenschiffen.

### Innenraum

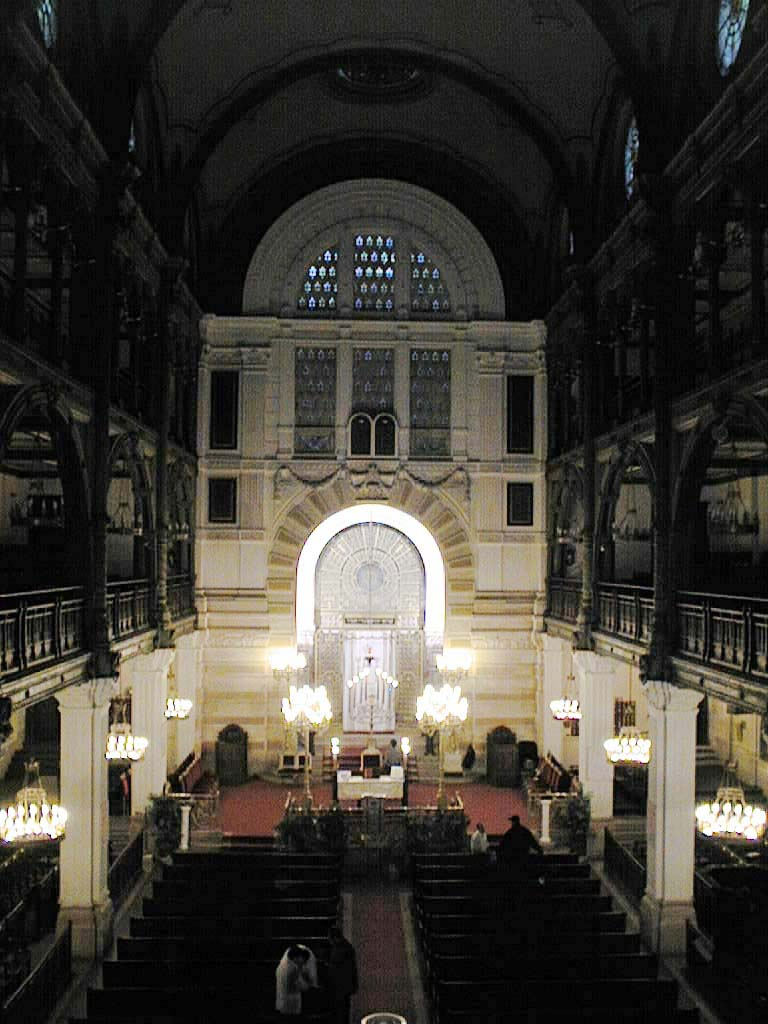
Innenansicht

Im Gegensatz zur traditionellen Ausrichtung nach Osten (Misrach), nach Jerusalem, ist die Synagoge der Rue des Tournelles – aufgrund der Lage des Grundstückes – von Ost nach West gerichtet. Um Platz zu sparen, wurde für die tragende Struktur eine Eisenkonstruktion verwendet, die der Ingenieur Gustave Eiffel entwarf. Die Gurtbögen der Decke wie die Säulen und Arkaden der zweistöckigen Emporen sind unverkleidete Eisenträger, die grün gestrichen und zum Teil mit hebräischen Inschriften versehen sind. Auch auf den Bogenzwickeln der Arkaden, auf den Lünetten und auf dem Deckengewölbe sind biblische Inschriften und Symbole wie Palmzweige und Widderhörner angebracht. Das Schiff gliedert sich in fünf Joche. Der Lichteinfall durch die Rosette der Ostfassade wird verstärkt durch farbig verglaste Oberlichtfenster und die Okuli der Seitenwände. Hauptschiff und Seitenschiffe werden durch quadratische Steinpfeiler voneinander getrennt. Über dem Vestibül befindet sich eine große Empore und darüber die Orgel.

### Chor
Der Chor liegt vier Stufen erhöht und ist durch ein schmiedeeisernes Gitter vom Langhaus abgetrennt. Unter einer großen Arkade, weitere sechs Stufen erhöht und ebenfalls durch ein Eisengitter getrennt, ist, von einem Seidenvorhang verhüllt, der Toraschrein untergebracht. Über dem Schlussstein der Arkade befinden sich, aus schwarzem Marmor, die Gesetztafeln. Die große, durchbrochene Steinplatte der Wandnische, deren Öffnungen mit farbigem Glas gefüllt sind, lässt gedämpftes Licht einfallen.